# Strojkovce
Strojkovce (Servisch cyrillisch Стројковце) is een plaats in de Servische gemeente Leskovac. De plaats telt 1344 inwoners (2002).